# Sierra Madre Occidental
Sierra Madre Occidental je planinski lanac u zapadnom Meksiku.
Planina se pruža od Arizone na sjeveru prema jugoistoku kroz meksičke savezne države Sonora, Chihuahua, Sinaloa, Durango, Zacatecas, Nayarit, Jalisco, Aguascalientes i Guanajuato. U državi Guanajuato se spaja sa Sierra Madre del Surom i Transmeksičkim vulkanskim pojasom. Ove planine se općenito smatraju dijelom Kordiljera, planine koja se proteže od Aljaske do Sierra Madre Occidentala preko zapadne Sjeverne Amerike.
Najviši vrhovi pojavljuju se na području Tarahumara. Točne visine najviših vrhova nisu dovoljno precizirane. Najviša točka je vjerojatno Cerro Mohinora, koji se nalazi na 25°57′N 107°03′W / 25.950°N 107.050°W, procjenjuje se da ima od 3040 do 3300 metara.  Međutim, Cerro Barajas koji se nalazi na 26°24′N 106°5′W / 26.400°N 106.083°W,  procjenjuje se da može imati 3300 metara iako drugi izvori daju 3170 metara visine.  Cerro Gordo 23°12′N 104°57′W / 23.200°N 104.950°W procjenjuje se da ima od 3350 do 3340 metara. Visoke planinske visoravni ispresjecane su dubokim riječnim dolinama. Na planini se nalaze šume hrasta lužnjaka i kanjoni koji su dom autohtonim stanovnicima. U vrijeme kad su došli kolonizatori na ovom području su se nalazili gradovi s rudnicima srebra. Glavna industrija sada na ovom području su poljoprivreda i šumarstvo, koji su postali predmet spora zbog degradacije zemljišta i protivljenja domaćeg stanovništva tim aktivnostima.